# Оскар Сівертсен
Оскар Сівертсен (норв. Oskar Sivertsen, нар. 15 лютого 2004) — норвезький футболіст, нападник нідерландського клубу «Гоу Егед Іглз». Виступав також за клуби «Крістіансунн» та «Годд». Володар Кубка Нідерландів.

## Клубна кар'єра
Оскар Сівертсен народився 2004 року. Займався в юнацьких командах футбольних клубів «Дале» та «Крістіансунн». У 2020 році Сівертсен розпочав грати за першу команду клубу «Крістіансунн», в якій грав до кінця 2021 року, після чого в 2022 році керівництво клубу віддало футболіста в оренду до клубу «Годд». У цьому ж році гравець повернувся до «Крістіансунна», де цього разу став гравцем основного складу, та грав у складі команди до 2025 року.
З 2025 року Оскар Сівертсен став гравцем нідерландського клубу «Гоу Егед Іглз». У складі команди норвезький нападник став володарем Кубка Нідерландів.

## Виступи за збірні
У 2019 році Оскар Сівертсен дебютував у складі юнацької збірної Норвегії, загалом на юнацькому рівні взяв участь у 34 іграх, відзначившись 5 забитими голами.

## Титули і досягнення
- Володар Кубка Нідерландів (1):

«Гоу Егед Іглз»: 2024–2025